# انسستری
انسستری (انگلیسی: Ancestry.com) شرکت فناوری اطلاعات آمریکایی است، که در سال ۱۹۹۶ تأسیس شد.